# 21 días
21 días fue un programa televisivo español presentado por Samanta Villar y dirigido por David F. Miralles. El programa creado por David F.Miralles y Macarena Rey consiste en reportajes de periodicidad mensual sobre la vida de determinados grupos de personas y vivido en primera persona por una periodista, siendo emitido en la cadena de televisión española Cuatro. En él las periodistas Samanta Villar (Temp. 1 y 2), Adela Úcar (Temp. 3, 4, 5 y 6) y Meritxell Martorell (Temp. 7) se ponen durante 24 horas diarias (en un periodo de tiempo de 21 días), en la piel de distintos grupos de personas que viven situaciones ajenas a las vividas por la mayoría de la gente en España (gente con problemas con las drogas o con los juegos, gente pertenecientes a determinadas minorías religiosas, estén o no en España, etc.) para comprender y mostrar como son sus vidas, ya que como comentan las diferentes periodistas que presentan la serie, a inicios de cada episodio, "Hay problemas que solo se entienden cuando se viven en la propia piel y como no es lo mismo contarlo que vivirlo voy a vivirlo durante 21 días".
En diciembre de 2014, Cuatro anunció la vuelta del programa, pero en este caso con una nueva temporada y nueva presentadora tras la marcha de Adela Úcar. En mayo de 2015, se confirma que la presentadora catalana Meritxell Martorell, se encargará del programa desde su séptima temporada, la cual se estrenó el 15 de abril de 2016 con un 6,9% de cuota.
Tras esto, el 26 de julio de ese mismo año finalizó la temporada y con ella el programa ya que Mediaset España no renovó el contrato de la productora y del programa.

## Controversias
En la primera temporada, en el programa dedicado al chabolismo se le acusó de presunta implicación en el robo de unos hierros, pero el caso no llegó a juicio, puesto que no se encontraron pruebas que demostrasen que la periodista tuvo conocimiento de los hechos delictivos.
El programa dedicado al mundo de la pornografía generó una gran controversia. Cuatro emitió al cabo de unos meses una segunda edición que anunció "sin censura", en la que añadió algunas secuencias inéditas.

## Programas

### Temporada 1 (Samanta Villar)
| Programa | Título                          | Día de emisión        | Audiencia         | Edad para ver el reportaje |
| -------- | ------------------------------- | --------------------- | ----------------- | -------------------------- |
| 1        | 21 días entre cartones          | 30 de enero de 2009   | 2 280 000 (16,8%) |                            |
| 2        | 21 días sin comer               | 27 de febrero de 2009 | 2 125 000 (16,1%) |                            |
| 3        | 21 días fumando porros          | 27 de marzo de 2009   | 2 292 000 (18,3%) |                            |
| 4        | 21 días viviendo en una chabola | 24 de abril de 2009   | 2 462 000 (19,4%) |                            |
| 5        | 21 días machacando mi cuerpo    | 29 de mayo de 2009    | 1 880 000 (15,9%) |                            |
| 6        | 21 días sin papeles             | 26 de junio de 2009   | 1 451 000 (12,4%) |                            |

### Temporada 2 (Samanta Villar y Adela Úcar [episodio 15])
| Programa | Título                            | Día de emisión           | Audiencia         | Edad para ver el reportaje |
| -------- | --------------------------------- | ------------------------ | ----------------- | -------------------------- |
| 7        | 21 días viviendo la crisis        | 25 de septiembre de 2009 | 1 453 000 (11,6%) |                            |
| 8        | 21 días de lujo                   | 30 de octubre de 2009    | 1 977 000 (15,1%) |                            |
| 9        | 21 días en una mina               | 27 de noviembre de 2009  | 1 413 000 (10,4%) |                            |
| 10       | 21 días a ciegas                  | 18 de diciembre de 2009  | 1 221 000 (8,6%)  |                            |
| 11       | 21 días en la industria del porno | 25 de enero de 2010      | 2 478 000 (18,4%) |                            |
| 12       | 21 días con personas dependientes | 1 de marzo de 2010       | 1 009 000 (8,3%)  |                            |
| 13       | 21 días trabajando en el mar      | 11 de abril de 2010      | 1 327 000 (7,0%)  |                            |
| 14       | 21 días buscando a Samanta        | 9 de mayo de 2010        | 954 000 (4,8%)    |                            |
| 15       | 21 días viviendo la fama          | 13 de junio de 2010      | 1 019 000 (6,0%)  |                            |

### Temporada 3 (Adela Úcar)
| Programa | Título                                 | Día de emisión          | Audiencia         | Edad para ver el reportaje |
| -------- | -------------------------------------- | ----------------------- | ----------------- | -------------------------- |
| 16       | 21 días en el vertedero                | 11 de octubre de 2010   | 1 430 000 (10,7%) |                            |
| 17       | 21 días bebiendo alcohol               | 5 de noviembre de 2010  | 1 422 000 (10,3%) |                            |
| 18       | 21 días viviendo con musulmanes        | 17 de diciembre de 2010 | 1 367 000 (9,8%)  |                            |
| 19       | 21 días en el circo                    | 7 de enero de 2011      | 1 156 000 (7,4%)  |                            |
| 20       | 21 días en el mundo del sadomasoquismo | 4 de febrero de 2011    | 1 306 000 (9,1%)  |                            |
| 21       | 21 días de caza                        | 15 de marzo de 2011     | 690 000 (7,4%)    |                            |
| 22       | 21 días pendiente del desahucio        | 15 de abril de 2011     | 1 009 000 (11,7%) |                            |
| 23       | 21 días boxeando                       | 20 de mayo de 2011      | 817 000 (7,0%)    |                            |
| 24       | 21 días buscando la ola                | 24 de junio de 2011     | 825 000 (6,6%)    |                            |
| 25       | 21 días de fiesta                      | 22 de julio de 2011     | 1 022 000 (12,7%) |                            |

### Temporada 4 (Adela Úcar)
| Programa | Título                                   | Día de emisión        | Audiencia         | Edad para ver el reportaje |
| -------- | ---------------------------------------- | --------------------- | ----------------- | -------------------------- |
| 26       | 21 días como hace cien años              | 20 de febrero de 2012 | 1 031 000 (12,7%) |                            |
| 27       | 21 días en la piel de un jugador         | 19 de marzo de 2012   | 735 000 (9,5%)    |                            |
| 28       | 21 días buscando trabajo fuera de España | 23 de mayo de 2012    | 598 000 (7,4%)    |                            |
| 29       | 21 días realizando trabajos extremos     | 13 de julio de 2012   | 845 000 (7,2%)    |                            |

### Temporada 5 (Adela Úcar)
| Programa | Título                 | Día de emisión          | Audiencia         | Edad para ver el reportaje |
| -------- | ---------------------- | ----------------------- | ----------------- | -------------------------- |
| 30       | 21 días toreando       | 18 de octubre de 2012   | 434 000 (5,7%)    |                            |
| 31       | 21 días sin dormir     | 15 de noviembre de 2012 | 1 000 000 (11,0%) |                            |
| 32       | 21 días en el erotismo | 24 de enero de 2013     | 379 000 (7,5%)    |                            |
| 33       | 21 días en la cárcel   | 28 de febrero de 2013   | 996 000 (14,3%)   |                            |
| 34       | 21 días de penitente   | 28 de marzo de 2013     | 424 000 (4,6%)    |                            |
| 35       | 21 días buscando oro   | 18 de abril de 2013     | 494 000 (6,8%)    |                            |

### Temporada 6 (Adela Úcar)
| Programa | Título                                  | Día de emisión     | Audiencia      | Edad para ver el reportaje |
| -------- | --------------------------------------- | ------------------ | -------------- | -------------------------- |
| 36       | 21 días viviendo con la comunidad china | 17 de mayo de 2014 | 781 000 (6,5%) |                            |
| 37       | 21 días de feriante                     | 24 de mayo de 2014 | 834 000 (6,0%) |                            |
| 38       | 21 días en urbanizaciones fantasma      | 31 de mayo de 2014 | 784 000 (6,2%) |                            |

### Temporada 7 (Meritxell Martorell)
| Programa | Título                                          | Día de emisión      | Audiencia        | Edad para ver el reportaje |
| -------- | ----------------------------------------------- | ------------------- | ---------------- | -------------------------- |
| 39       | 21 días en un prostíbulo                        | 15 de abril de 2016 | 1 105 000 (6,9%) |                            |
| 40       | 21 días con judíos ultraortodoxos               | 22 de abril de 2016 | 1 072 000 (7,0%) |                            |
| 41       | 21 días tomando ayahuasca, la droga de la selva | 29 de abril de 2016 | 937 000 (6,0%)   |                            |
| 42       | 21 días de Lesbos a Colonia                     | 6 de mayo de 2016   | 451 000 (2,8%)   |                            |
| 43       | 21 días ligando                                 | 13 de mayo de 2016  | 986 000 (5,9%)   |                            |
| 44       | 21 días de criada                               | 26 de julio de 2016 | 818 000 (11,4%)  |                            |

## Datos de audiencias
- Récord de share: 21 días viviendo en una chabola, emitido el viernes 24 de abril de 2009, con un 19,4%.
- Récord de espectadores: 21 días en la industria del porno, estrenado el lunes 25 de enero de 2010, con 2.478.000 espectadores.
- Mínimo de share: 21 días de Lesbos a Colonia, emitido el viernes 6 de mayo de 2016, con un 2,8%.
- Mínimo de espectadores: 21 días de erotismo, estrenado el jueves 24 de enero de 2013, con 379.000 espectadores.

### Audiencia media de todas las ediciones
| Edición                     | Programas | Fecha     | Cadena | Espectadores | Cuota |
| --------------------------- | --------- | --------- | ------ | ------------ | ----- |
| 21 días (Primera temporada) | 6         | 2009      | Cuatro | 2 082 000    | 16,5% |
| 21 días (Segunda temporada) | 9         | 2009-2010 | Cuatro | 1 428 000    | 10,0% |
| 21 días (Tercera temporada) | 10        | 2010-2011 | Cuatro | 1 104 000    | 9,3%  |
| 21 días (Cuarta temporada)  | 4         | 2012      | Cuatro | 802 000      | 9,2%  |
| 21 días (Quinta temporada)  | 6         | 2012-2013 | Cuatro | 621 000      | 8,3%  |
| 21 días (Sexta temporada)   | 3         | 2014      | Cuatro | 800 000      | 6,2%  |
| 21 días (Séptima temporada) | 6         | 2016      | Cuatro | 894 000      | 6,7%  |